# Wole Odegbami
Joseph Oluwole Odegbami (Ibadan, 5 ottobre 1962) è un ex calciatore nigeriano, di ruolo attaccante.

## Carriera

### Club
Ha giocato nel campionato nigeriano, cipriota e austriaco.

### Nazionale
Con la Nazionale nigeriana ha partecipato alla coppa d'Africa nel 1988.